# روب كيركباتريك
روب كيركباتريك (بالإنجليزية: Rob Kirkpatrick)‏ هو صحفي ومؤرخ أمريكي، ولد في 17 يناير 1968.